# Saint-Jacques-de-Néhou
Saint-Jacques-de-Néhou és un municipi francès situat al departament de la Manche i a la regió de Normandia. L'any 2007 tenia 487 habitants.

## Demografia

### Població
El 2007 la població de fet de Saint-Jacques-de-Néhou era de 487 persones. Hi havia 191 famílies de les quals 59 eren unipersonals (25 homes vivint sols i 34 dones vivint soles), 47 parelles sense fills, 72 parelles amb fills i 13 famílies monoparentals amb fills.
La població ha evolucionat segons el següent gràfic:
Habitants censats

### Habitatges
El 2007 hi havia 254 habitatges, 194 eren l'habitatge principal de la família, 56 eren segones residències i 4 estaven desocupats. Tots els 245 habitatges eren cases. Dels 194 habitatges principals, 161 estaven ocupats pels seus propietaris, 30 estaven llogats i ocupats pels llogaters i 3 estaven cedits a títol gratuït; 3 tenien una cambra, 22 en tenien dues, 28 en tenien tres, 54 en tenien quatre i 87 en tenien cinc o més. 181 habitatges disposaven pel capbaix d'una plaça de pàrquing. A 92 habitatges hi havia un automòbil i a 79 n'hi havia dos o més.

### Piràmide de població
La piràmide de població per edats i sexe el 2009 era:
| Homes | Edats   | Dones |
| ----- | ------- | ----- |
| 0     | 95 o +  | 1     |
| 1     | 90 a 94 | 0     |
| 4     | 85 a 89 | 8     |
| 4     | 80 a 84 | 8     |
| 12    | 75 a 79 | 16    |
| 7     | 70 a 74 | 20    |
| 14    | 65 a 69 | 11    |
| 16    | 60 a 64 | 17    |
| 18    | 55 a 59 | 6     |
| 6     | 50 a 54 | 13    |
| 14    | 45 a 49 | 7     |
| 9     | 40 a 44 | 15    |
| 16    | 35 a 39 | 10    |
| 16    | 30 a 34 | 15    |
| 8     | 25 a 29 | 11    |
| 9     | 20 a 24 | 7     |
| 14    | 15 a 19 | 6     |
| 14    | 10 a 14 | 15    |
| 11    | 5 a 9   | 11    |
| 12    | 0 a 4   | 10    |

## Economia
El 2007 la població en edat de treballar era de 285 persones, 197 eren actives i 88 eren inactives. De les 197 persones actives 176 estaven ocupades (105 homes i 71 dones) i 22 estaven aturades (10 homes i 12 dones). De les 88 persones inactives 37 estaven jubilades, 18 estaven estudiant i 33 estaven classificades com a «altres inactius».

### Ingressos
El 2009 a Saint-Jacques-de-Néhou hi havia 192 unitats fiscals que integraven 501 persones, la mediana anual d'ingressos fiscals per persona era de 13.280 €.

### Activitats econòmiques
Dels 7 establiments que hi havia el 2007, 1 era d'una empresa extractiva, 1 d'una empresa alimentària, 2 d'empreses de construcció i 3 d'empreses de comerç i reparació d'automòbils.
L'únic servei als particulars que hi havia el 2009 era una fusteria.
Dels 2 establiments comercials que hi havia el 2009, 1 era una botiga de menys de 120 m² i 1 una sabateria.
L'any 2000 a Saint-Jacques-de-Néhou hi havia 53 explotacions agrícoles que ocupaven un total de 1.340 hectàrees.

## Equipaments sanitaris i escolars
El 2009 hi havia una escola elemental integrada dins d'un grup escolar amb les comunes properes formant una escola dispersa.

## Poblacions més properes
El següent diagrama mostra les poblacions més properes.